# Танкета
Танкета је гусеничарско борбено возило, које подсећа на мали тенк. Сличне је величине као аутомобил, а предвиђена је за извиђање и подршку јединицама лаке пешадије.
Танкете су дизајниране и произведене у периоду између двадесетих и четрдесетих година 20. века, и учествовале су у борбама са релативним успехом. Међутим, због осетљивости њиховог лаког оклопа, каснији развој концепта је напуштен.
Танкете су имале посаду од једног или два члана, зависно од модела. У одређеним моделима је морало да се лежи због недостатка простора. Неки модели нису имали ни куполу, или је била толико мала, да се покретала руком. Танкете су биле приметно мање од лаких тенкова и нису имале топ. Најчешће наоружање су били један или два митраљеза, или у ретким случајевима топ или бацач граната калибра 20мм.
Концепт танкете је напуштен због ограничености употребе и корисности, и због осетљивости на антитенковска оружја и митраљезе. Концепт оклопног аутомобила је такође заслужан за престанак развоја танкете, јер су у добром делу преузели њихову функцију.